# 崔愷
崔愷（1957年8月13日—），中国建筑设计研究院副院长、总建筑师，中国建筑学会副理事长。

## 生平
1957年出生于北京，1984年毕业于天津大学建筑系，1985年进入深圳华森建筑与工程设计顾问有限公司，1987年进入香港华森建筑与工程设计顾问有限公司，1989年进入建设部建筑设计院担任高级建筑师，1997年升任副院长。2000年进入中国建筑设计研究院担任副院长，2011年被选为中国工程院院士。2015年担任中国建筑设计研究院名誉院长，总建筑师。

## 代表作

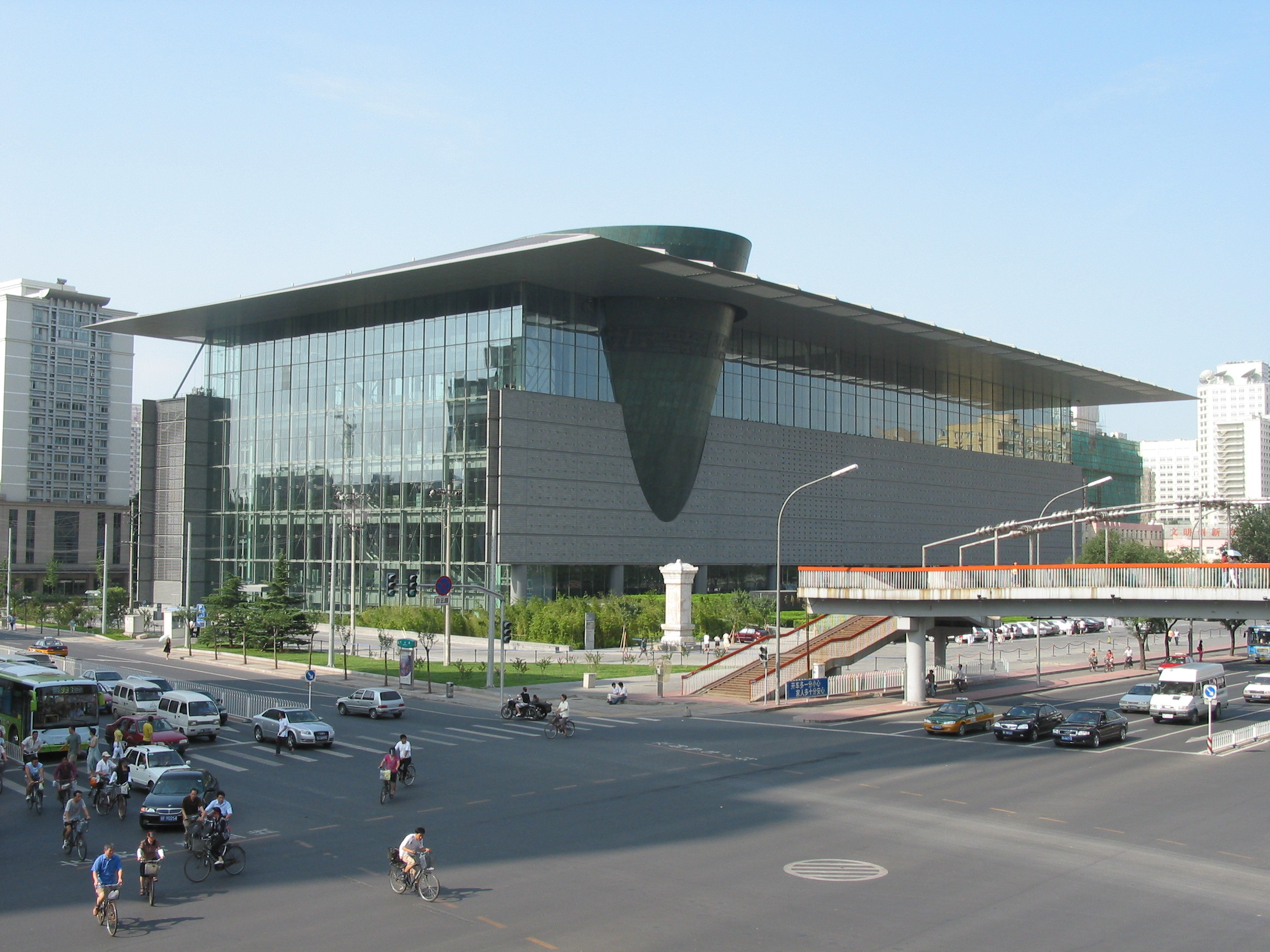
首都博物馆

- 外语教学与研究出版社办公楼
- 首都博物馆
- 拉萨火车站